# Kałkowskie
Kałkowskie es un pueblo en el municipio de Sośnie, comprendido en el distrito de Ostrów Wielkopolski, voivodato de Gran Polonia, en el centro oeste de Polonia. Se encuentra aproximadamente a 5 kilómetros al este de Sośnie, a 21 kilómetros al sur de Ostrów Wielkopolski y a 117 kilómetros al sudeste de la capital regional, Poznań.